# Paperino in tribunale
Paperino in tribunale (The Trial of Donald Duck) è un film del 1948 diretto da Jack King. È un cortometraggio animato realizzato, in Technicolor, dalla Walt Disney Productions, uscito negli Stati Uniti il 30 luglio 1948 e distribuito dalla RKO Radio Pictures. Nel gennaio 1986 fu inserito nello special Vita da paperi. In tale occasione Paperino fu doppiato da Franco Latini.

## Trama
Paperino è in tribunale, coinvolto in un processo contro un uomo di nome Pierre. L'avvocato difensore di Paperino inizia a raccontare l'accaduto: Paperino sta per fare un picnic al parco quando si mette a piovere. Decide quindi di andare in un ristorante francese di lusso gestito dal maître Pierre. Purtroppo Paperino ha solo un nichelino, con cui può prendere soltanto una minuscola tazza di caffè. Affamato, tira fuori il cibo che si era portato per il picnic e si mette a mangiarlo. Pierre decide ingiustamente di addebitare a Paperino il costo del suo stesso cibo, per un conto totale di ben 35,99 $, facendo andare in escandescenza Paperino. Finito il racconto, il giudice ritiene che il colpevole sia Paperino, e gli fa scegliere se pagare una multa di 10 $, lavare i piatti nel ristorante per dieci giorni o finire in carcere. Paperino sceglie di allora lavare i piatti e nel frattempo li distrugge tutti. Pierre lo supplica di smettere, ma Paperino gli ricorda che dovrà farlo per dieci giorni.

## Distribuzione

### Edizioni home video

#### DVD
Il cortometraggio è incluso nel DVD Walt Disney Treasures: Semplicemente Paperino - Vol. 3.